# باري ستيرن
باري ستيرن (بالإنجليزية: Barry Stern)‏ هو طبال أمريكي، ولد في 24 يناير 1960، وتوفي في 1 أبريل 2005.

## وصلات خارجية
- باري ستيرن على موقع ميوزك برينز (الإنجليزية)
- باري ستيرن على موقع ديسكوغز (الإنجليزية)